# Покемономания

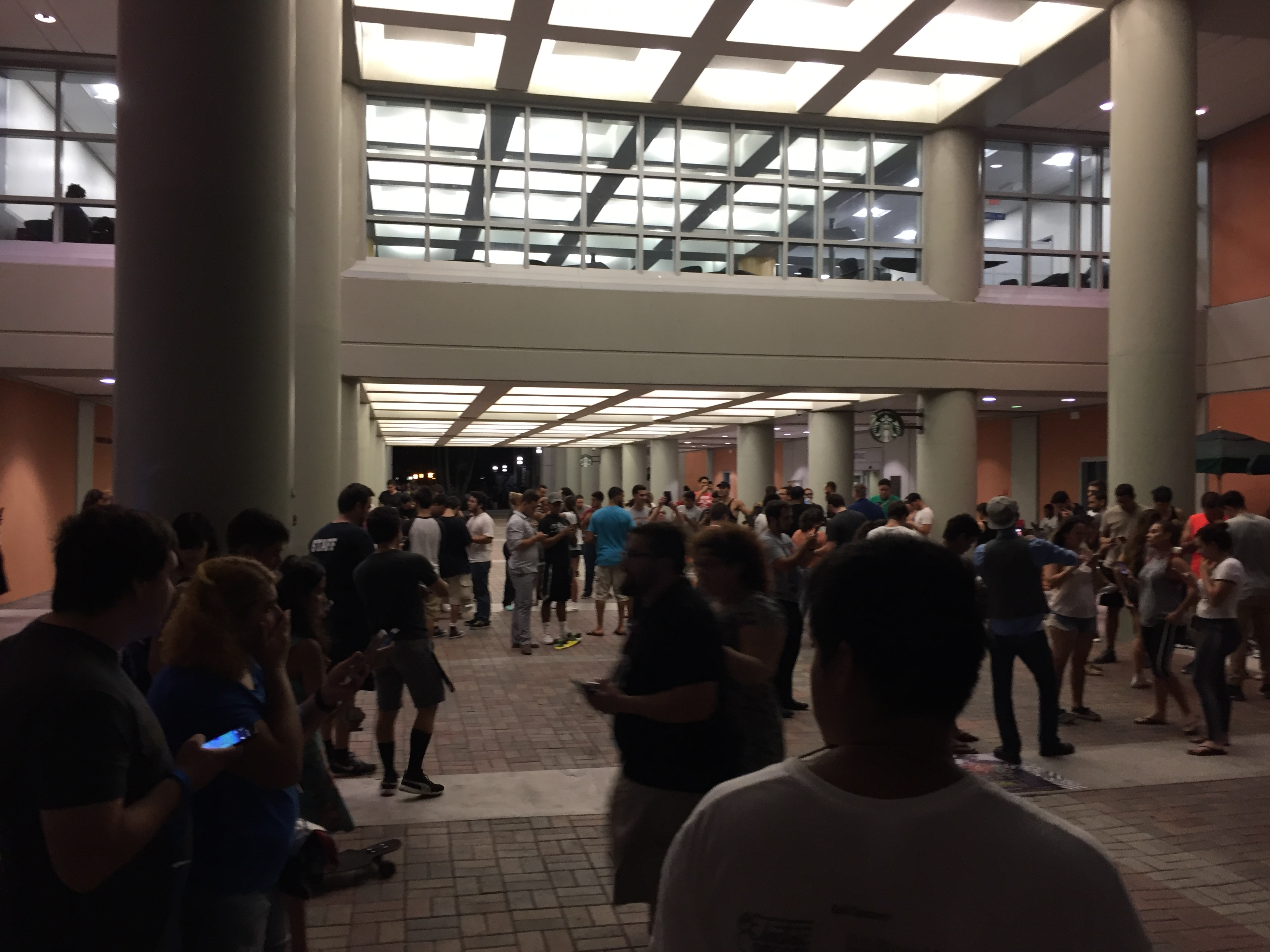
Толпа людей во Флоридском международном университете ищет редкого покемона Хонтера

Pokémon Go — многопользовательская ролевая компьютерная игра дополненной реальности из серии Pokémon. Разработана компанией Niantic и изначально издана в США, Австралии и Новой Зеландии 6 июля 2016 года для мобильных устройств на базе iOS и Android. Всего за неделю после выхода игра получила большую популярность и увеличила рыночную капитализацию владельца 32 % акций The Pokémon Company, компании Nintendo, на 8 млрд долларов.
Небывалая популярность игры привела к возникновению феномена, названного «покемономанией».

## Феномен
Уже через неделю игра стала популярной и получила огромное количество загрузок. Число установок в Google Play составило более 10 млн, но общее число было бо́льшим, поскольку в неподдерживаемых регионах пользователи устанавливали приложение из сторонних источников. По данным компании Sensor Tower на конец недели по выпуску среднее время ежедневного использования Pokémon Go составило более 33 минут. Это больше, чем ежедневное среднее пользования Facebook (22 минуты в день), Snapchat (18 минут) и Twitter (17 минут). Правда, это число не было рекордом среди мобильных приложений: в Candy Crush Saga и Game of War играли ещё больше. По состоянию на 12 июля в Pokémon Go только для iOS в США ежедневно совершалось покупок на 1,6 млн долларов при том, что платили только 5 % игроков.
В СМИ быстро стали появляться новости о необычных случаях, связанных с игрой в Pokémon Go. К примеру, о полицейских, которые в рабочее время стояли на «покестопах», студента, который не отвлёкся от игры даже при ножевом ранении, или как президент Израиля нашёл покемона в собственном кабинете. Преступники в США использовали игру Pokémon Go для привлечения своих жертв, а жительница штата Вайоминг в поисках покемона случайно набрела на труп в реке.

### Причины
Некоторыми психологами отмечается и конкретная польза феноменально высокой вовлеченности людей в игровой процесс. Например, известный западный психолог-бихевиорист, доктор психологии Джон Грохол отметил в своем блоге, что особенность игрового процесса побуждает людей, страдающих от любой степени выраженности социофобии или агорафобии, покидать привычную зону комфорта, взаимодействовать с окружающими людьми. А это, в свою очередь, приводит к улучшению уровня их социальной адаптированности.
Кроме того, большинство достижений игрового процесса требуют преодолевать большие дистанции непосредственно пешком, что благоприятно сказывается на здоровье любого игрока. Игра распознает среднюю скорость движения игрока, анализируя изменение местоположения с течением времени, поэтому схитрить, используя любой транспорт не получится, кроме скейтбордов, велосипедов, роликов — их скорость сопоставима с скоростью бегущего человека.
Среди причин популярности основной называлось то, что эта игра собирает людей вместе, позволяет заводить новые знакомства и весело проводить время за совместным занятием. Кроме того, эта игра является ностальгической, покемоны появились в консольных играх 1990-х годов и приобрели популярность с выходом аниме. На 2016 год люди, для которых это было время детства, уже стали 20—30-летними взрослыми. Также Pokémon Go побуждает вести более активную жизнь, таким образом улучшая здоровье через путешествия игроков. Так, по данным на конец 2016 года, в поисках покемонов игроки суммарно прошли расстояние, равное 200 000 экваторов Земли. Во время этого растёт интерес и к публичным местам — таким, как библиотеки и музеи, поскольку в них содержатся виртуальные существа и объекты.
В то же время игра помогает урбанистам и застройщикам проводить реконструкцию городских пространств, переключая внимание с реальных, разрушающихся объектов, на виртуальные, постоянно создающиеся.

### Критика игры
Ряд сообществ и учреждений выступила против использования Pokémon Go в определённых местах. Так, Мемориальный музей Холокоста в Вашингтоне и Арлингтонское национальное кладбище в соседней Вирджинии выступили с заявлениями с просьбой проявлять уважение и не ловить виртуальных покемонов на их территориях. Служба национальных парков США призвала посетителей наслаждаться красотой природы вместо охоты за виртуальными существами. В Санкт-Петербурге местные казаки выступили с осуждением игры, называя захват дополненной реальностью сатанинским занятием, отвлечением от важных дел. Подобным же образом отозвался об игре первый заместитель председателя комитета Совета Федерации России по обороне Франц Клинцевич. Министр связи и массовых коммуникаций РФ Николай Никифоров заявил, что у него «складывается подозрение, что это приложение создано в том числе при участии каких-то спецслужб, которые собирают видеоинформацию на территории всех стран, всего мира». Многих пользователей Интернета стали раздражать повсеместные упоминания игры, поэтому были созданы специальные приложения, которые блокируют в интернет-браузерах любую информацию об этой игре.